# Mns Cut
Mns Cut is een bestuurslaag in het regentschap Aceh Utara van de provincie Atjeh, Indonesië. Mns Cut telt 696 inwoners (volkstelling 2010).